# Дин (певец)
Фуад Бацкович (босн. Fuad Backović, род. 12 апреля 1982 в Сараеве), выступающий под псевдонимом Дин (англ. Deen) — боснийский поп-исполнитель, представитель Боснии и Герцеговины на конкурсе песни Евровидение 2004 и Евровидение 2016.

## Биография
Первые шаги в музыкальной индустрии Фуад сделал ещё в 12 лет, записав свою первую песню. С 1997 по 2002 годы являлся солистом популярной на Балканах поп-группы «Seven Up», с которыми он выпустил два альбома — «Otvori oči» и «Seven». В 2002, после распада группы, Дин выпустил дебютный диск «Ja sam vjetar zaljubljeni».
В 2004 году представлял свою страну на конкурсе песни Евровидение с композицией «In the disco»; пройдя в финал, он занял девятое место с результатом в 91 балл.
После Евровидения нередко выступал с другими балканскими исполнителями, а также принял участие в популярном музыкальном телешоу «Farma». Сейчас он учится на экономическом факультете в университете Сараево.
26 ноября 2015 года было объявлено что Дин представит Боснию и Герцеговину на Евровидении 2016 вместе с Далалой Мидхат-Талакич и Аной Рунцер. Они исполняли композицию «Ljubav je», но не прошли в финал. Они выступали в первом полуфинале под номером 17, заняли 11-е место со 104 баллами. Оценку "12" певцы получили от чешского профессионального жюри и от хорватских телезрителей.

## Дискография

### Альбомы
- Ja sam vjetar zaljubljeni (2002)
- In the Disco (2004)
- Anđeo sa greškom (2005)

### Синглы
- Poljubi me (2002)
- Taxi (2003)